# Sklarek-Skandal

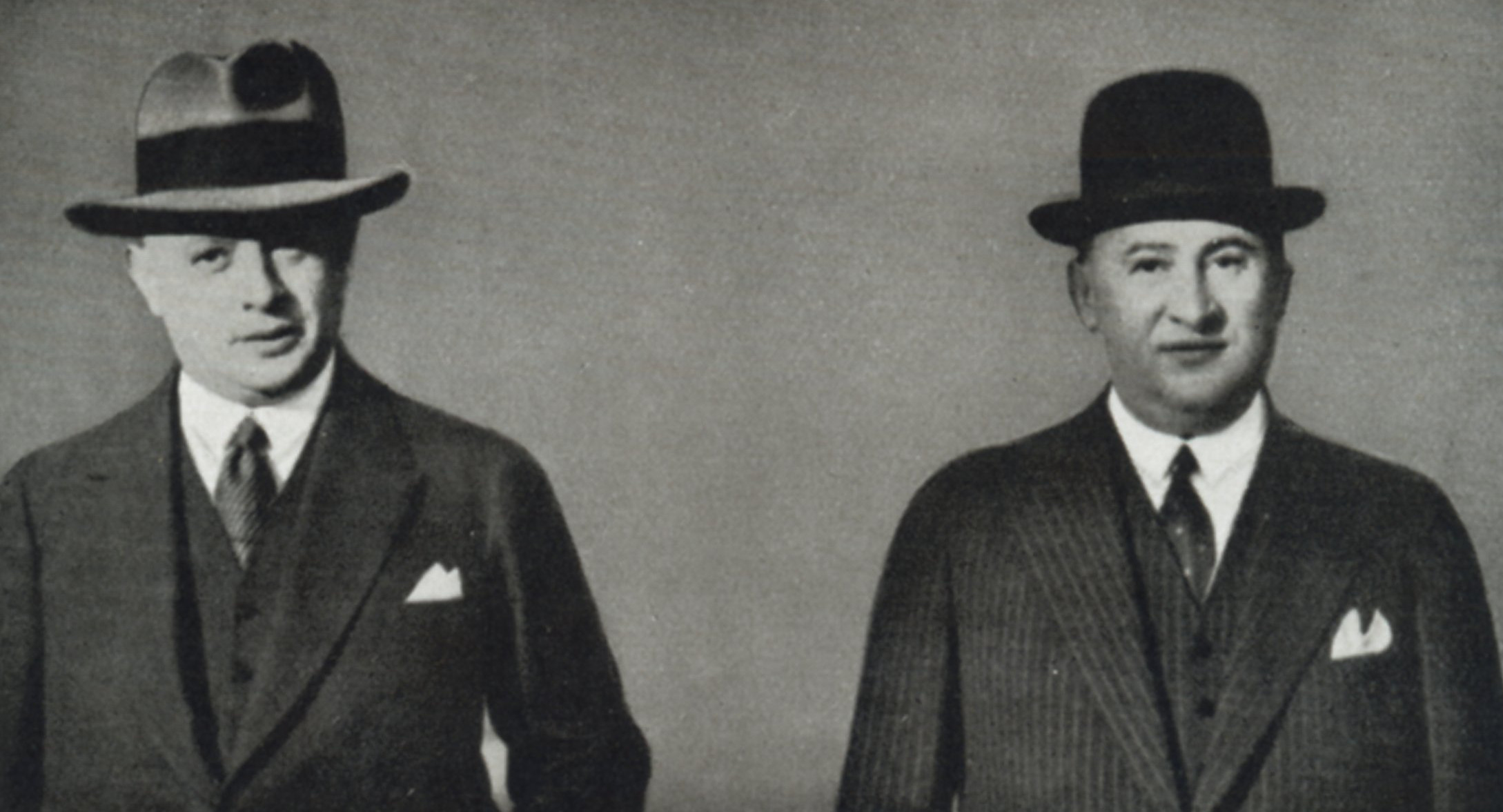
Leo und Willi Sklarek

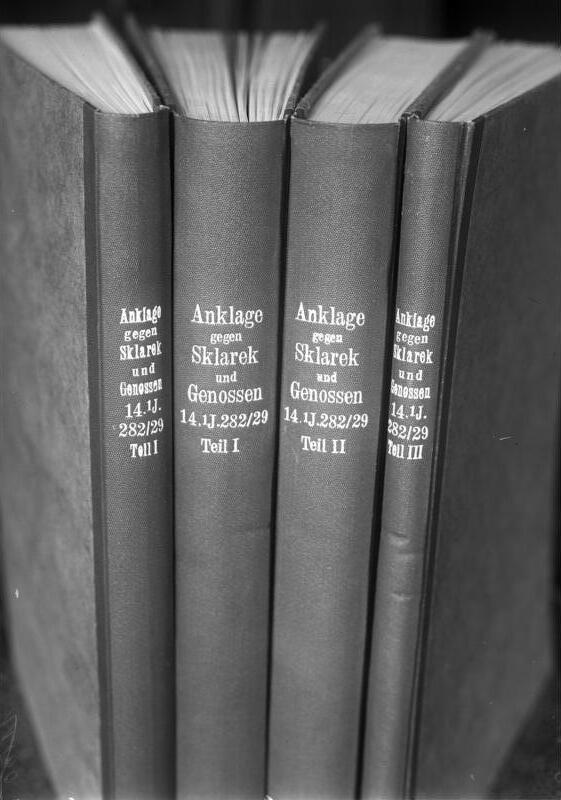
Mehrbändige Anklageschrift

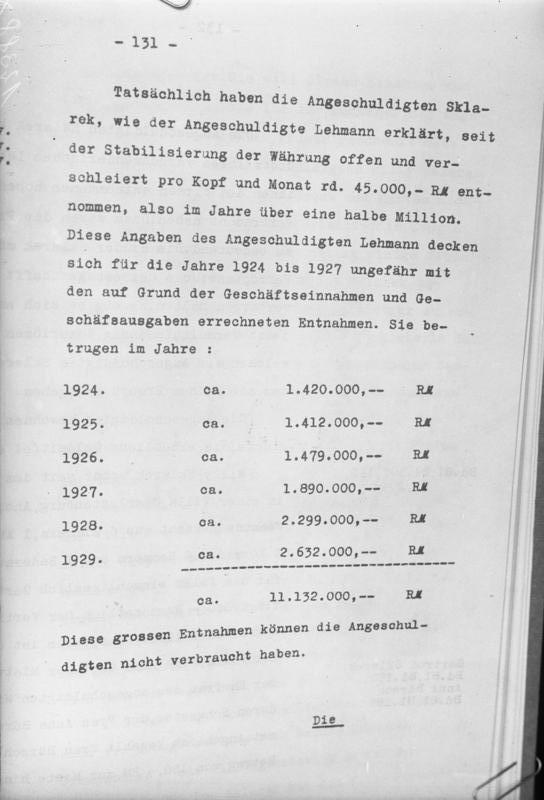
Auszug

Der Sklarek-Skandal bezeichnet einen Korruptionsprozess, der mit der Verhaftung der Brüder Max, Leo und Willi Sklarek am 26. September 1929 begann, und seine Folgen. Der Skandal spielte eine große Rolle in den politischen Auseinandersetzungen vor und während der Weltwirtschaftskrise, beeinflusste die Kommunalwahlen in Berlin und wirkte fort bis zum Ende der Weimarer Republik 1933. 

## Der Fall Sklarek
1926 hatten die Brüder Sklarek, drei Söhne eines russisch-jüdischen Einwanderers, die Lager der Kleider-Vertriebsgesellschaft erworben, mit der die Stadt Berlin den Eigenbedarf ihrer Verwaltungsbeamten während des Ersten Weltkriegs gedeckt hatte. Die Brüder erhielten das Recht, die städtischen Dienststellen weiterhin zu beliefern. In den folgenden Jahren stellte das Unternehmen zahlreiche gefälschte Rechnungen aus. Als der Betrug entdeckt wurde, betrug der Schaden mehr als 10 Millionen Reichsmark.

## Folgen
Die Presse aller politischen Richtungen griff den Fall schnell auf, obwohl oder gerade weil die Brüder in jeder Richtung gut „vernetzt“ waren. Max Sklarek war Mitglied der Deutschen Demokratischen Partei (DDP), die u. a. den Berliner Oberbürgermeister Gustav Böß stellte. Leo und Willi Sklarek waren seit 1928 Mitglieder der SPD, die in der Berliner Stadtverordnetenversammlung die größte Fraktion bildete. Bekannt gemacht wurden bald auch Spenden an die Deutschnationale Volkspartei (DNVP) und die kommunistische Rote Hilfe.
Theodor Wolff, Chefredakteur des Berliner Tageblatts, schrieb am 13. Oktober 1929: 
„Die drei Brüder Sklarek kannten, wie in einem späten Augenblick Wilhelm II., keine Parteien mehr. Oder… sie kannten alle… es wurde bei ihnen republikanisch soupiert, deutschnational und völkisch gesoffen, kommunistisch mit Knallbonbons geknallt.“
Als der Skandal immer weitere Kreise zog, beschloss der Preußische Landtag am 17. Oktober 1929 die Einsetzung eines parlamentarischen „Untersuchungsausschusses zur Klärung der Misswirtschaft in der Berliner Stadtverwaltung“, des ersten seiner Art. Im Zuge des Skandals musste der Berliner Oberbürgermeister Gustav Böß am 7. November 1929 zurücktreten.
Im Wahlkampf vor den Kommunalwahlen am 17. November 1929 warfen die Parteien sich gegenseitig ihre Verstrickung in den Skandal vor. Nutznießer dieser Auseinandersetzungen wurden die KPD und die NSDAP, die jeweils 13 Sitze in der Stadtverordnetenversammlung hinzu gewannen. Obwohl Kommunisten und Sozialdemokraten auch weiterhin über die Mehrheit im Berliner Stadtparlament verfügten, erlitt ihre Bereitschaft zur Zusammenarbeit durch die scharfen und persönlichen Auseinandersetzungen während des Sklarek-Skandals nachhaltigen Schaden.
Der Prozess gegen die Beteiligten zog sich bis 1932 hin und endete mit der Verurteilung der Brüder Sklarek zu je vier Jahren Zuchthaus. Auch zahlreiche Politiker und Verwaltungsbeamte traten zurück, wurden aus dem Dienst entlassen oder verurteilt.
1933 schlachteten die Nationalsozialisten mit einer Wiederaufnahme des Prozesses den Fall Sklarek noch einmal für sich aus. Unter anderem wurde erneut gegen Oberbürgermeister Gustav Böß ermittelt, der jedoch nach neun Monaten Untersuchungshaft ohne Aufnahme eines Verfahrens wieder freigelassen wurde.
Willi Sklarek starb am 18. März 1938 in Prag, Leo Sklarek wurde am 22. Mai 1942 im KZ Sachsenhausen erschossen, Max Sklarek wurde am 30. September 1944 im KZ Auschwitz ermordet.